# Pleurothallis lamellaris
Pleurothallis lamellaris är en orkidéart som beskrevs av John Lindley. Pleurothallis lamellaris ingår i släktet Pleurothallis och familjen orkidéer. Inga underarter finns listade i Catalogue of Life.

## Bildgalleri

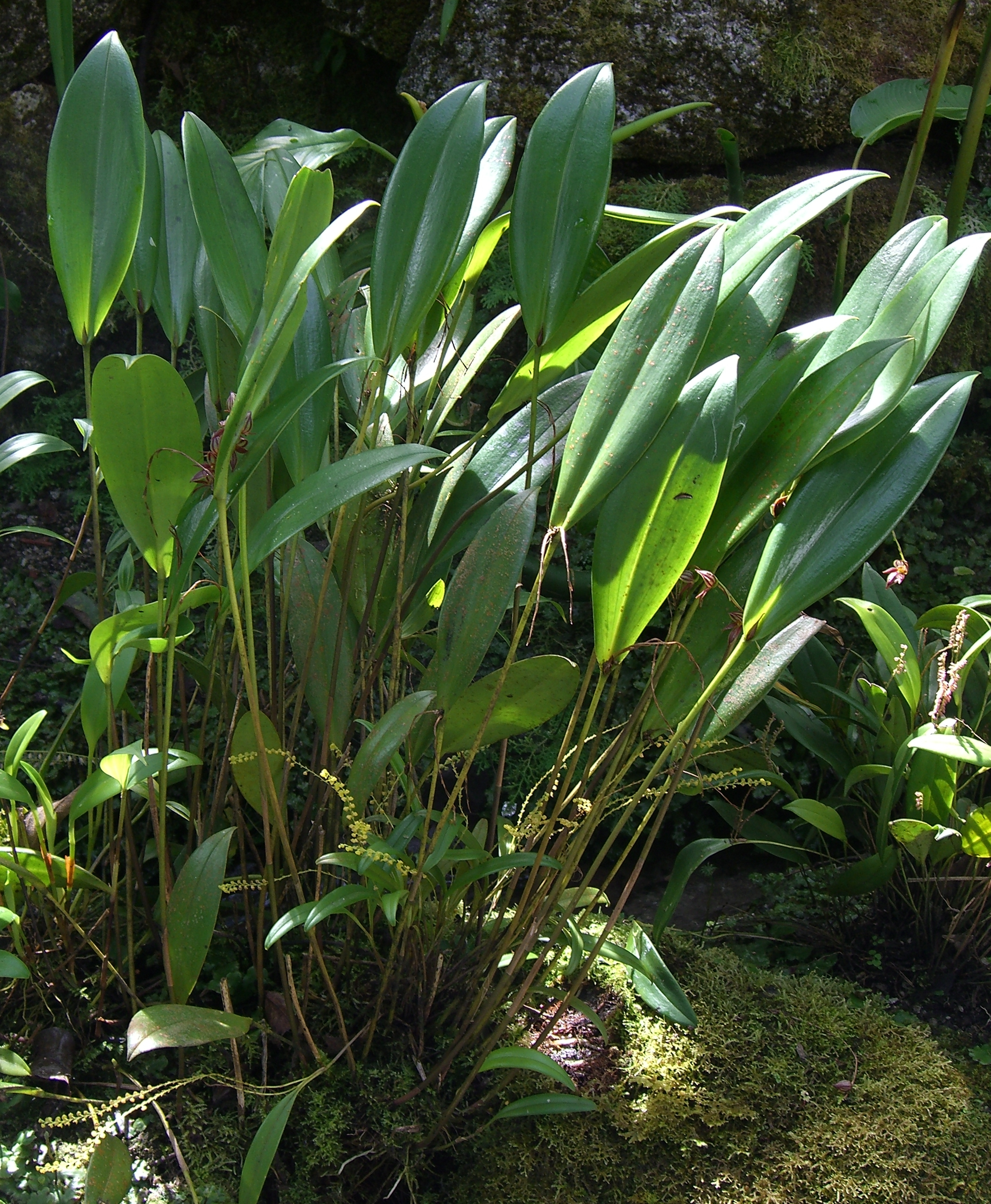
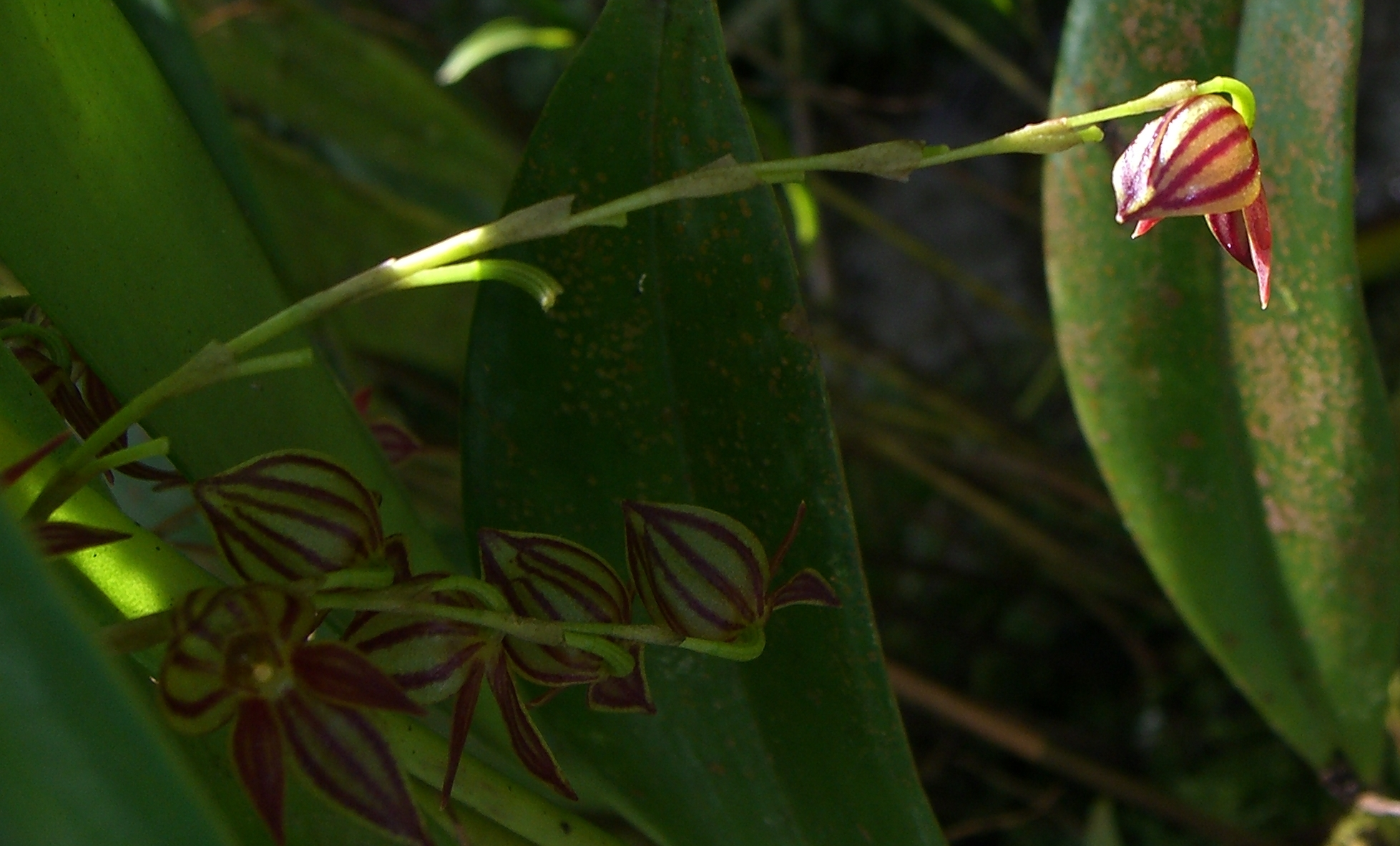